# Forlitz-Blaukirchen
Forlitz-Blaukirchen ist seit der Gemeindegebietsreform vom 1. Juli 1972 ein Ortsteil der Gemeinde Südbrookmerland im Landkreis Aurich in Ostfriesland und besteht aus den Dörfern Forlitz, Blaukirchen und Moorhusen. Der kleine Ort hat ungefähr 200 Einwohner.  Ortsvorsteher ist Harald Harms.

## Geografie
Forlitz-Blaukirchen liegt in unmittelbarer Nähe zum Großen Meer, der mit über 450 Hektar und etwa 90 Zentimeter Wassertiefe größte Binnensee Ostfrieslands.

## Geschichte
Forlitz und das benachbarte Süd-Wolda (das spätere Blaukirchen) bildeten im Mittelalter zwei Kirchspiele, die nach den schweren Zerstörungen der Weihnachtsflut 1717 ab 1719 einen gemeinsamen Pastor bestellten. Dieser predigte anschließend an Sonn- und Feiertagen abwechselnd in Forlitz und in Blaukirchen. Kirchen- und Armenvermögen blieben zunächst getrennt. In jedem Dorf unterrichtete ein eigener Schulmeister.
Forlitz wird erstmals 1475 als Vorletz erwähnt. Möglicherweise hieß das Dorf ursprünglich Godekakirl. Die heutige Schreibweise ist seit 1645 geläufig. Der Name ist eine Ableitung des altfriesisch mittelniederdeutschen Begriffs letze, der mit kleiner Fluss übersetzt wird. Forlitz bedeutet demnach vor dem Bach.
Das ehemalige Südwolde wurde 1645 erstmals nach dem bläulich schimmernden Schieferdach der Kirche Blaukirchen genannt. Moorhusen wird 1461 als Moerhuser hammerke bezeichnet, 1476 als to Moerhusen vermerkt. Seit 1871 ist die heutige Bezeichnung gängig.
Im Jahre 1819 ließ sich ein Krüger in Blaukirchen nieder. Für Viehhändler aus Emden und Aurich sowie für die Fischer vom Großen Meer war das Haus ein beliebter Treffpunkt. Die Moorkolonisten aus den benachbarten Moorsiedlungen legten hier eine Rast ein und fütterten die Pferde.
Die niedrige Lage des Gebietes stellte die Menschen vor große Probleme. Während anhaltenden Regens wurden die Wege oft vom Wasser des Großen Meeres überflutet und unpassierbar. Auf den Ländereien verdarben die Früchte und das Getreide. Das Amt Aurich berichtete der Landdrostei im Jahre 1851, die Ortschaften Bedekaspel, Forlitz-Blaukirchen und Moorhusen lägen so tief, dass im Winter die einzelnen Häuser wie Inseln im Wasser stünden.
Von den verstreut liegenden Häusern in Blaukirchen aus war bei hohem Wasserstand der Weg zur historischen, sehenswerten Kirche des Ortes nur mit einem Kahn zu bewältigen. Hier war nach Meinung der Behörden Abhilfe nicht möglich. Seit Menschengedenken war man dort auf dieses Transportmittel angewiesen gewesen, und so sollte es auch zukünftig bleiben.
Mit der Zeit wurden die Wolden immer mehr entwässert, bearbeitet und verbessert. Aufgrund der technischen Möglichkeiten in jüngerer Zeit gibt es dort jetzt keine Überschwemmungen mehr. Das Landschaftsbild wird jedoch nach wie vor von einzelnen Hofstellen, weiten Weideflächen und Wiesenlandschaften, Kanälen und natürlich vom Großen Meer geprägt.

## Sehenswürdigkeiten

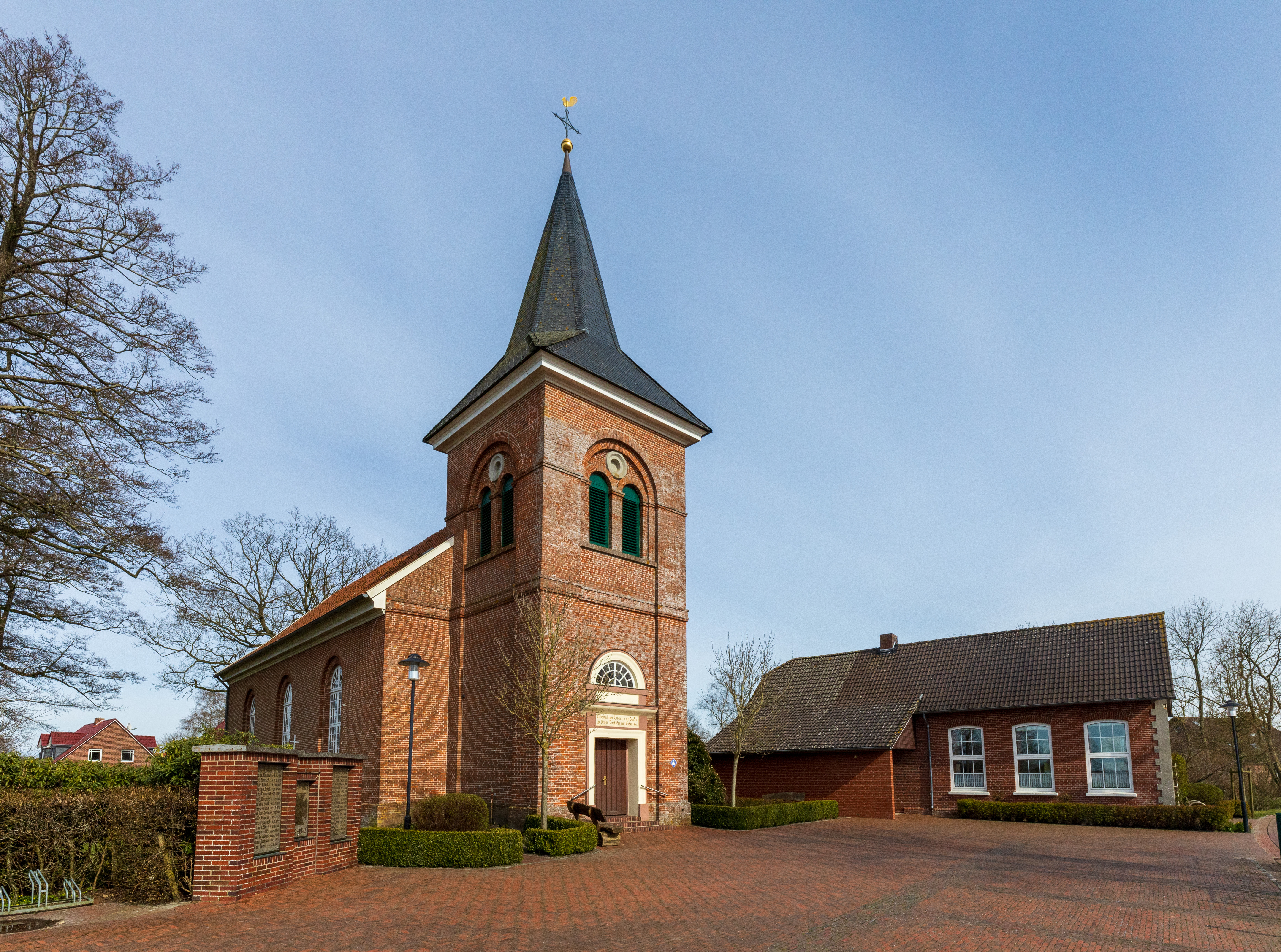
Kirche in Forlitz-Blaukirchen

- Lutherische Kirche in Forlitz-Blaukirchen aus dem Jahr 1848